# Monceau-Saint-Waast
Monceau-Saint-Waast ist eine französische Gemeinde im Département Nord in der Region Hauts-de-France. Sie gehört zum Kanton Aulnoye-Aymeries im Arrondissement Avesnes-sur-Helpe. 

## Lage
Die Gemeinde Monceau-Saint-Waast liegt am Flüsschen Tarsy im Regionalen Naturpark Avesnois, 15 Kilometer südwestlich von Maubeuge. Sie grenzt im Norden an Aulnoye-Aymeries, im Osten an Saint-Remy-Chaussée, im Südosten an Saint-Hilaire-sur-Helpe (Berührungspunkt), im Süden an Dompierre-sur-Helpe und im Westen an Leval.
Die ehemalige Route nationale 351 (heute D 651) führt durch die Gemeinde. Monceau-Saint-Waast hat einen Bahnhof an der Eisenbahnstrecke von Aulnoye-Aymeries nach Charleville-Mézières.

## Bevölkerungsentwicklung
| Jahr                       | 1962 | 1968 | 1975 | 1982 | 1990 | 1999 | 2010 | 2020 |
| Einwohner                  | 595  | 567  | 664  | 540  | 576  | 500  | 512  | 435  |
| Quellen: Cassini und INSEE |      |      |      |      |      |      |      |      |

## Sehenswürdigkeiten

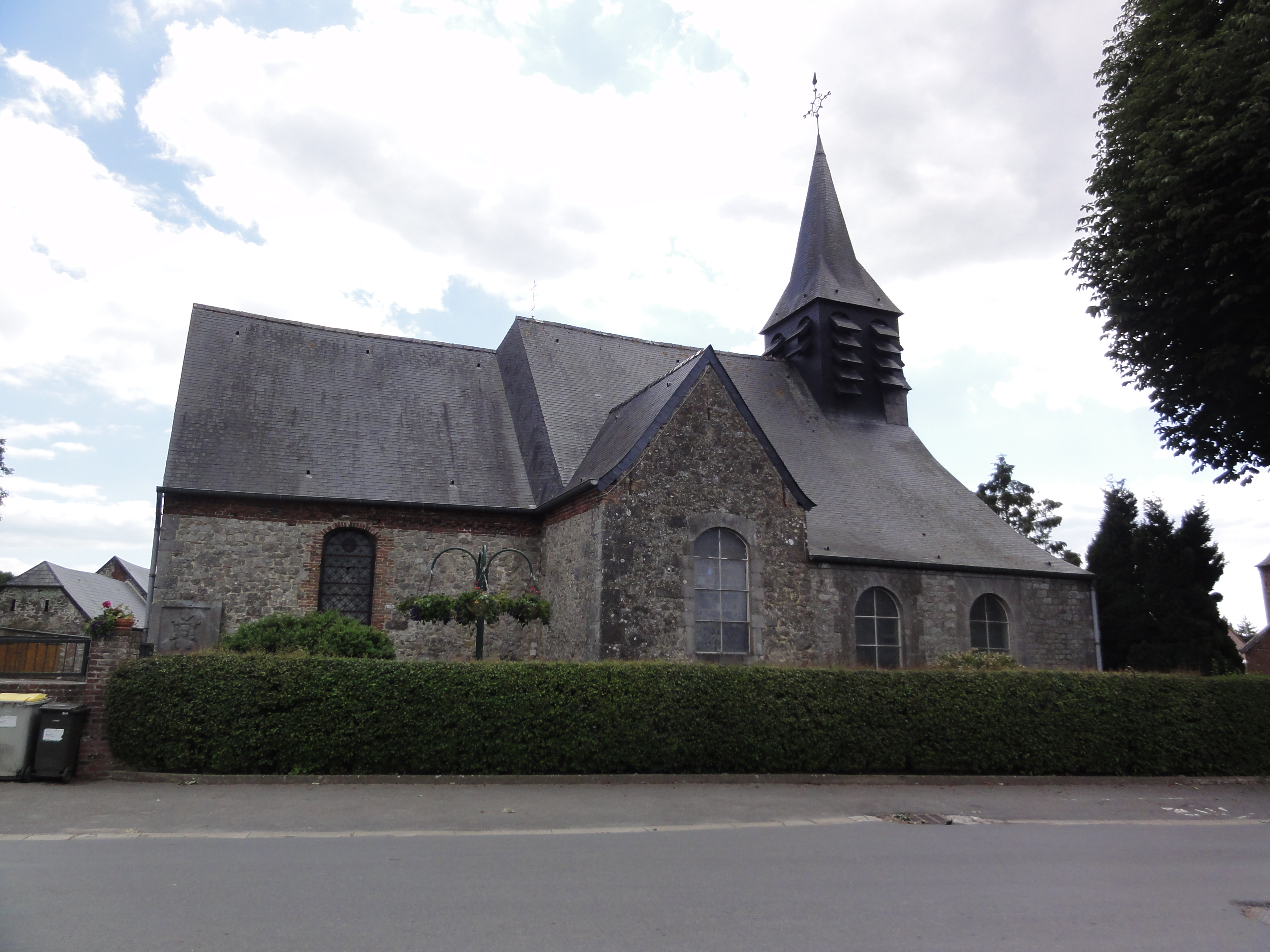
Kirche Saint-Martin
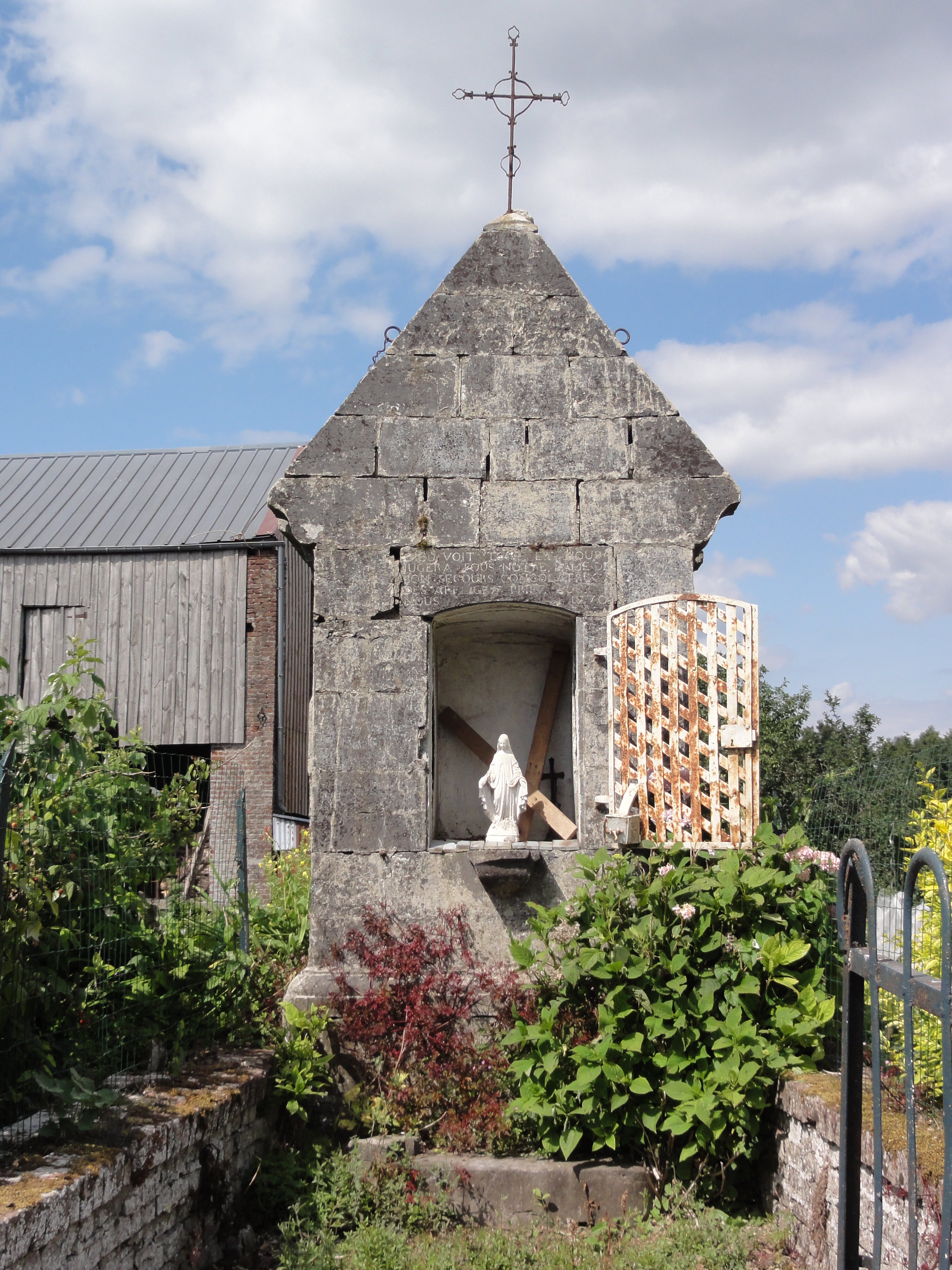
Oratorium aus dem Jahr 1770
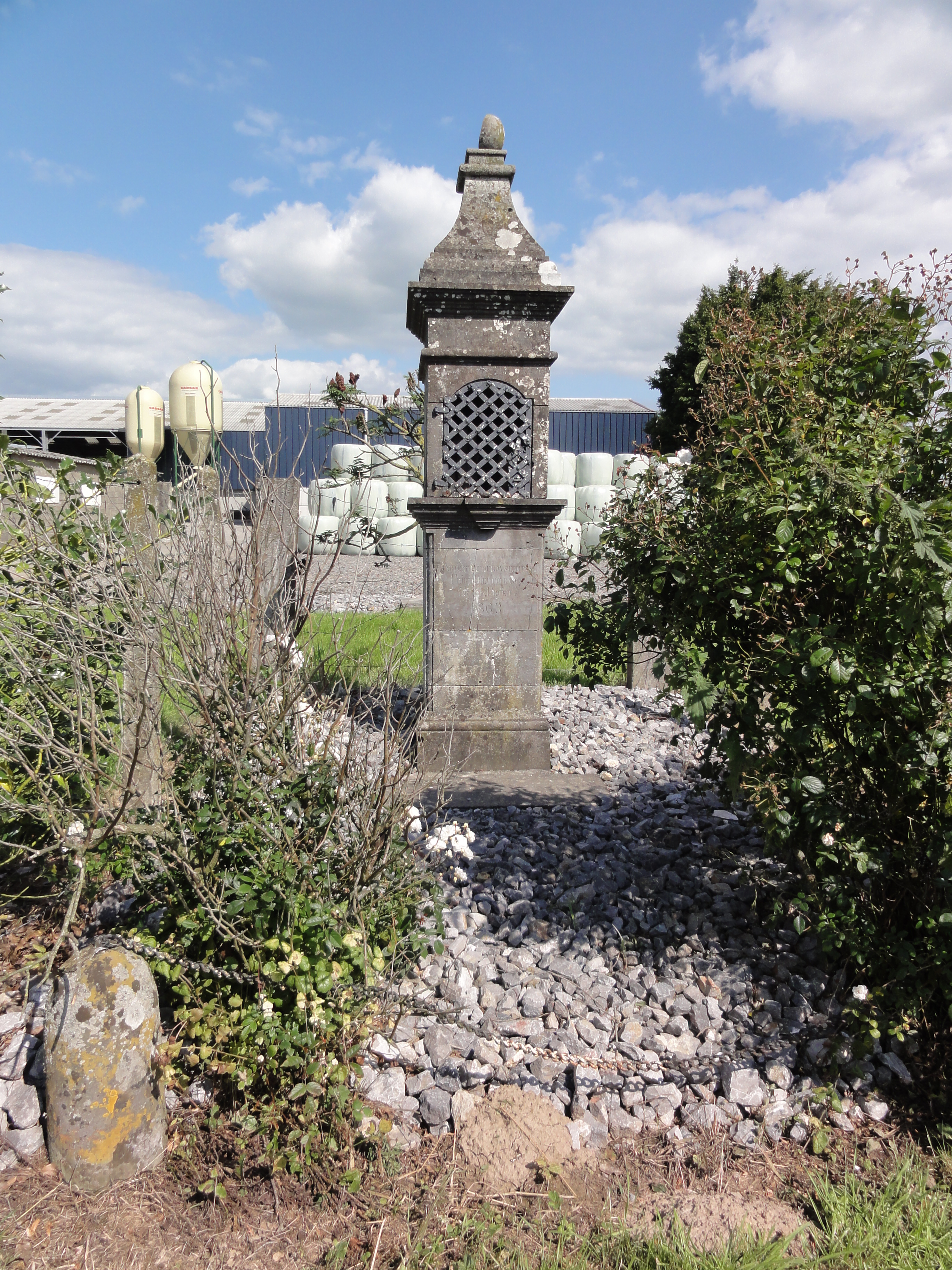
Oratorium Notre-Damr-de-Bon-secours

- mehrere Oratorien

- Kirche Saint-Martin
- Oratorium aus dem Jahr 1770
- Oratorium Notre-Damr-de-Bon-secours